# Gunnuhver

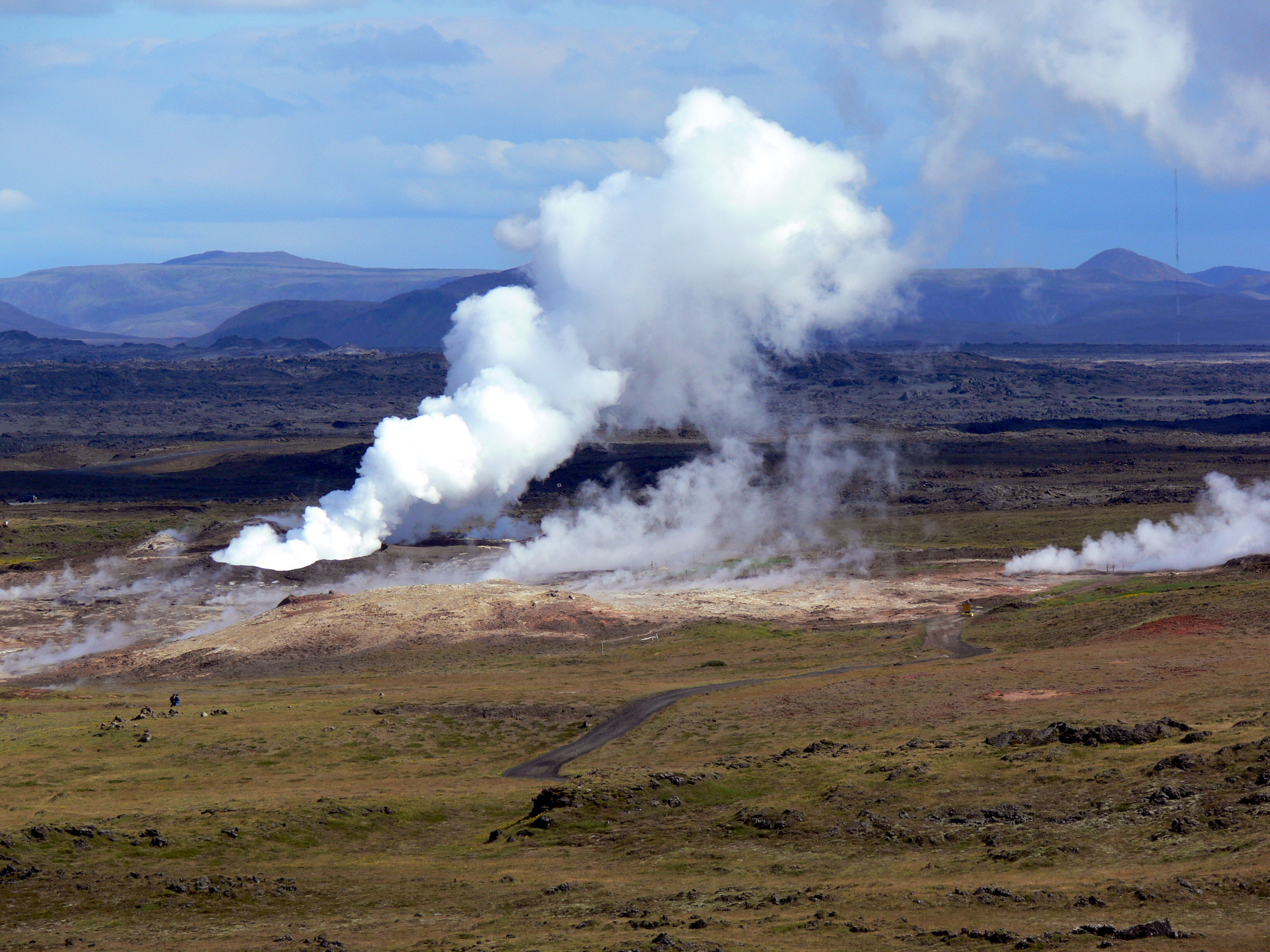
Gunnuhver en 2008

Gunnuhver est une source chaude située sur la péninsule de Reykjanes, en Islande. Elle doit son nom à la sorcière-fantôme Gunna.

## Histoire
Un couple s'était installé à proximité de la source chaude pour cultiver des fleurs grâce à la géothermie. Leur maison n'existe plus, le sol situé à son emplacement étant maintenant en permanence à une température comprise entre 80 et 100 °C[réf. nécessaire].